# Empty Spaces
Az Empty Spaces a Pink Floyd együttes The Wall című 1979-es albumának nyolcadik dala. A dal ebben a formában nem szerepel az album alapján készült filmben. Helyette ott a What Shall We Do Now című, azonos dallamú, de más szövegű szám szerepel.

## Felépítése
A dal e-mollban van, hossza két perc és tíz másodperc. Egy gitárbevezetővel és zongorakísérettel kezdődik. A dal jellegzetes része a Waters által játszott pentaton skála. Szövege nagyon rövid, és a "hogyan töltsem be a falat" mondattal végződik. Az utolsó ütem egy átvezető a következő dalra.

## Cselekménye
Pink a megkeseredett rocksztár történetet folytatja, és arról beszél, hogy feleségétől távol él, és egy képzeletbeli falat húz maga és a világ köré. Az utolsó mondatban megkérdezi magától, hogy tudná befejezni a falat.

## Titkos üzenet
A felvételen egy visszafelé rögzített, rejtett üzenetet lehet hallani, amit Waters mond. Az üzenet szövege: “Congratulations. You’ve just discovered the secret message. Please send your answer to Old Pink, care of the Funny Farm, Chalfont.” („Gratulálok! Ön felfedezte a titkos üzenetet. Kérjük, válaszát küldje el az öreg Pinknek a Funny Farm címére, Chalfontba.”) 
Az üzenet találgatások tárgya volt. Tekintve, hogy a funny farm szlengszó jelentése 'diliház, elmegyógyintézet', felmerült, hogy az Old Pink név Syd Barrettre, a Pink Floyd alapító tagjára utal, aki elmeorvosi kezelés alatt állt. Ugyanakkor a Funny Farm Lab egy lemezstúdió a Londonhoz közeli Chalfontban. Mindenesetre egy 2014-es interjúban Nick Mason azt mondta, az üzenetet csak szórakozásból vették rá a felvételre, mert akkoriban divat volt ilyesmit keresni, és semmilyen rejtett, mögöttes jelentésről sincs szó.

## Közreműködtek
- David Gilmour: gitár, ének
- Nick Mason: dobok
- Roger Waters: basszusgitár, ének
- Richard Wright: zongora